# Rostelo
Rostelo es un término botánico para la parte estéril de la columna que sostiene el polinarium en muchas especies de orquídeas .
El rostelo puede tomar muchas formas, según la especie y puede tener una extensión por encima del piso de la antera donde el caudículo se fija en el caso de un polinario completo. Cuando el rostellum falta, el polinario está incompleto y el piso de la antera toma la forma de una cama en bajo relieve en el que se encuentran las polinias.
El análisis estructural de orquídeas del género Phalaenopsis demostró que el rostelo se compone de células de paredes finas,  delgadas vacuoladas. El viscidio se encuentra unido al rostelo.
Una función del rostelo, es la producción de una sustancia adhesiva responsable de la captura de las masas de polen del estigma . También sirve como un sensor y transmisor de los efectos mecánicos de la retirada de polen por polinizadores o de cualquier polinización de la flor.
Otra función del rostelo es funcionar como una barrera mecánica que impide el contacto entre el polinario y la cavidad estigmática en la misma flor, evitando así la autopolinización y  favoreciendo la polinización cruzada.